# Hortezuela de Océn
Hortezuela de Océn és un municipi de la província de Guadalajara, a la comunitat autònoma de Castella-La Manxa.

## Demografia
| 1991 | 1996 | 2001 | 2004 |
| ---- | ---- | ---- | ---- |
| 103  | 84   | 79   | 78   |